# Aeshnoptera

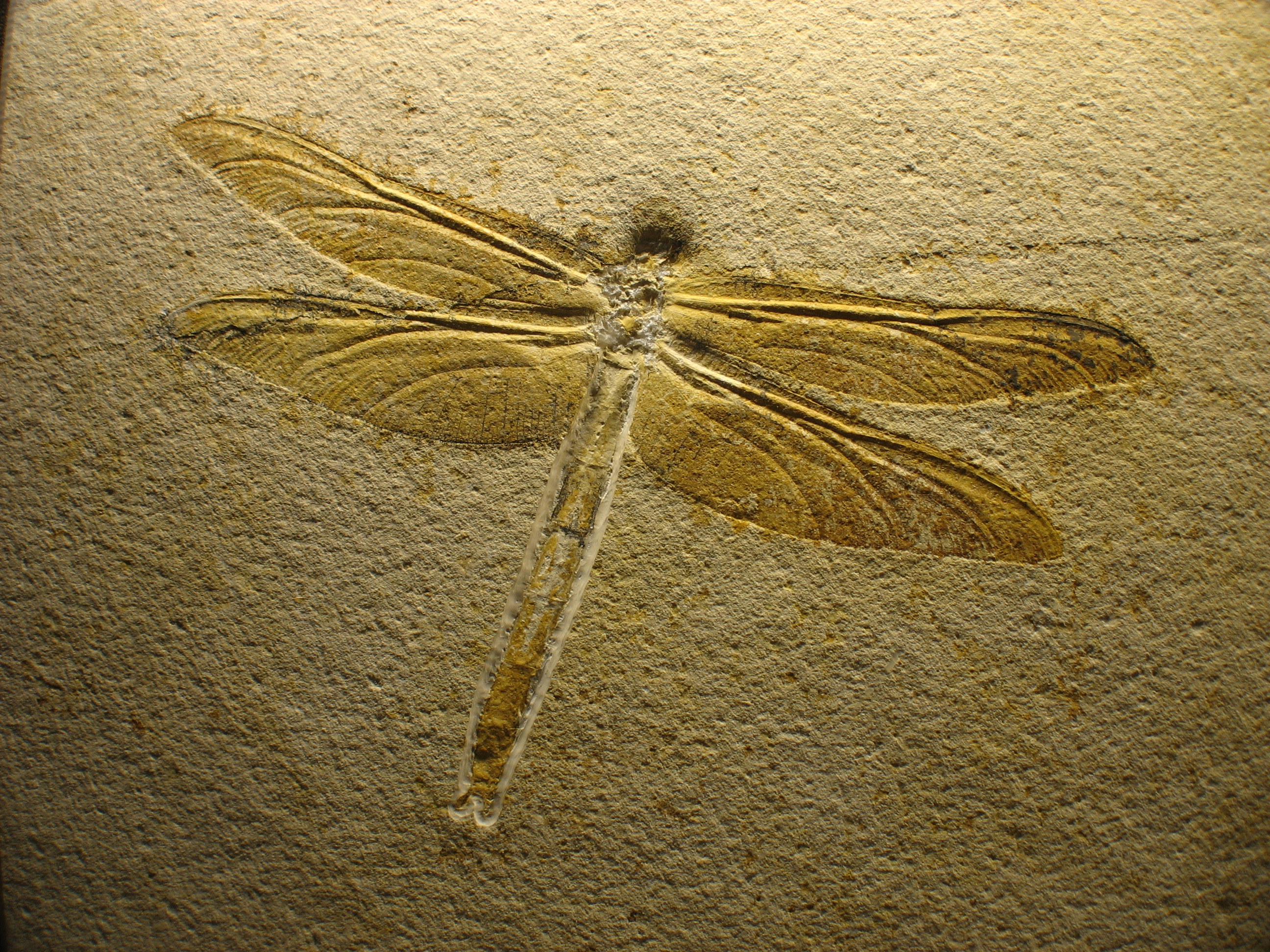
Cymatophlebia longialata z rodziny Cymatophlebiidae

Aeshnoptera – takson ważek z podrzędu Epiprocta i infrarzędu różnoskrzydłych.

## Morfologia
Aeshnoptera podobnie jak inne ważki różnoskrzydłe mają głowę o dużych oczach złożonych z większymi fasetkami po stronie grzbietowej i mniejszymi po stronie brzusznej. Oczy te leżą bardzo blisko siebie, a nawet mogą się ze sobą stykać. Tak jak u innych ważek różnoskrzydłych ich skrzydła w pozycji spoczynkowej trzymane są całkowicie rozprostowane na boki. Ich użyłkowanie charakteryzuje przynajmniej słabo zaznaczony spłaszczony sektor radialny. Poza tym w pierwotnym planie budowy cechować się ono ma pierwszą i drugą gałęzią żyłki radialnej równoległymi w odcinkach nasadowych i tam oddzielonymi przez pojedynczy szereg komórek oraz mniej lub bardziej pofalowanymi gałęzią 3/4 żyłki radialnej tylnej i żyłką medialną przednią – cechy te jednak wtórnie zanikły u części taksonów, jak również znaleźć je można u niektórych taksonów spoza Aeshnoptera. Odwłok ma biegnące przez środek grzbietowej strony tergitów zgięcie lub kil, jednak cecha ta uległa uwstecznieniu lub całkowitemu zanikowi u Austropetaliida i Gomphaeschnidae.

## Taksonomia
Takson ten wprowadzony został w 1996 roku przez Güntera Bechly’ego. W 2001 roku Bechly wraz z współpracownikami dokonali modyfikacji jego diagnozy. Zalicza się do niego wszystkie ważki różnoskrzydłe z wyjątkiem Petalurida i Exophytica. Filogenetyczna systematyka Aeshnoptera według pracy Bechly’ego z 2007 roku do rangi rodziny przedstawia się następująco:
- †Mesuropetaloidea
  - †Mesuropetalidae
  - †Liupanshaniidae
- Aeshnomorpha
  - Austropetaliida
    - Archipetaliidae
    - Austropetaliidae

  - Panaeshnida
    - †Progobiaeshnidae
    - Aeshnida
      - †Cymatophlebioidea
        - †Rudiaeschnidae
        - †Cymatophlebiidae

      - Paneuaeshnida
        - †Paracymatophlebiidae
        - Euaeshnida
          - †Eumorbaeschnidae
          - Neoaeshnida
            - Gomphaeschnidae
            - Aeshnodea
              - Allopetaliidae
              - Euaeshnodea
                - Brachytronidae
                - Aeshnoidea
                  - Telephlebiidae
                  - Aeshnidae – żagnicowate